# Arbalet-DM
Arbalet-DM est un module de combat de fusil-mitrailleur téléopéré d'origine russe. Le module est conçu pour être installé sur des véhicules blindés de la famille Typhoon, MT-LB, Gaz Tigr et d'autres véhicules. Le module est présenté pour la première fois lors de l'exposition Russia Arms Expo (en) 2015 à Nijni Taguil. Il est développé par la société privée Oroujeïnie Masterskie en collaboration avec l'usine électromécanique de Kovrov et NTC Elins.
Le module dispose d'un viseur PK-SOu IPTsIou.201219.026 avec une caméra optoélectronique d'ensemble. La portée de détection et de reconnaissance d'une cible classique est d'au moins 2 500 m. Le module contient une caméra à vision thermique avec une plage de détection et de reconnaissance de cible d'au moins 1 500 m. Le télémètre laser a une plage mesurée comprise entre 100 et 3 000 m.
Le module est armé d'une mitrailleuse Kord de calibre 12,7 mm. L'angle de rotation de l'installation dans le plan horizontal est de 360°, l'angle de rotation dans le plan vertical est de +70° à −20°. La capacité de munitions peut monter jusqu'à 450 cartouches. La masse du complexe Arbalet-DM ne dépasse pas les 250 kg. Il existe plusieurs configurations pour ce module, l'une d'entre elles intègre quatre lance-grenades fumigènes à la base de la tourelle. Un autre configuration change le type d'armement en y installant 2 missiles antichars (ATGM).

## Galerie

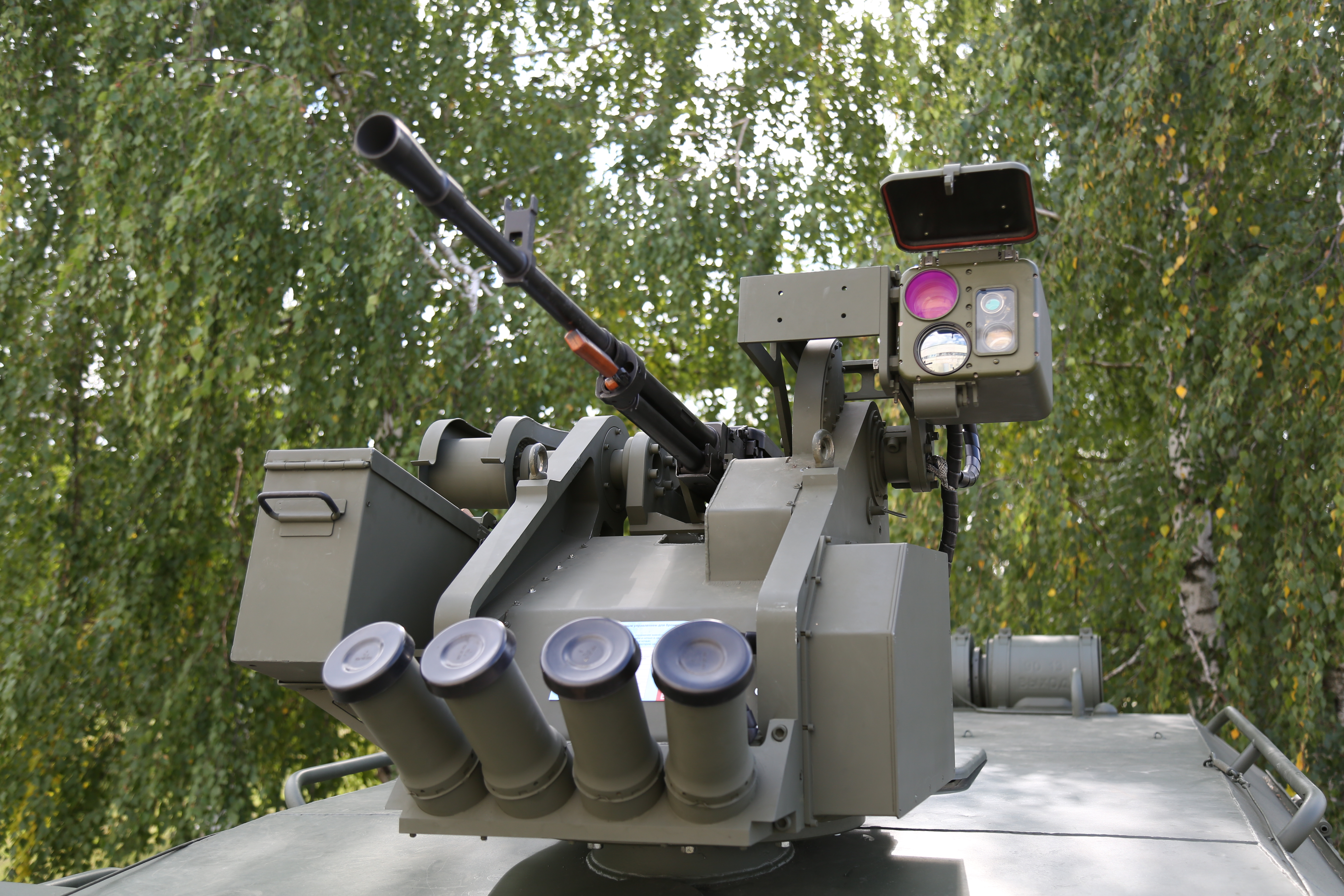
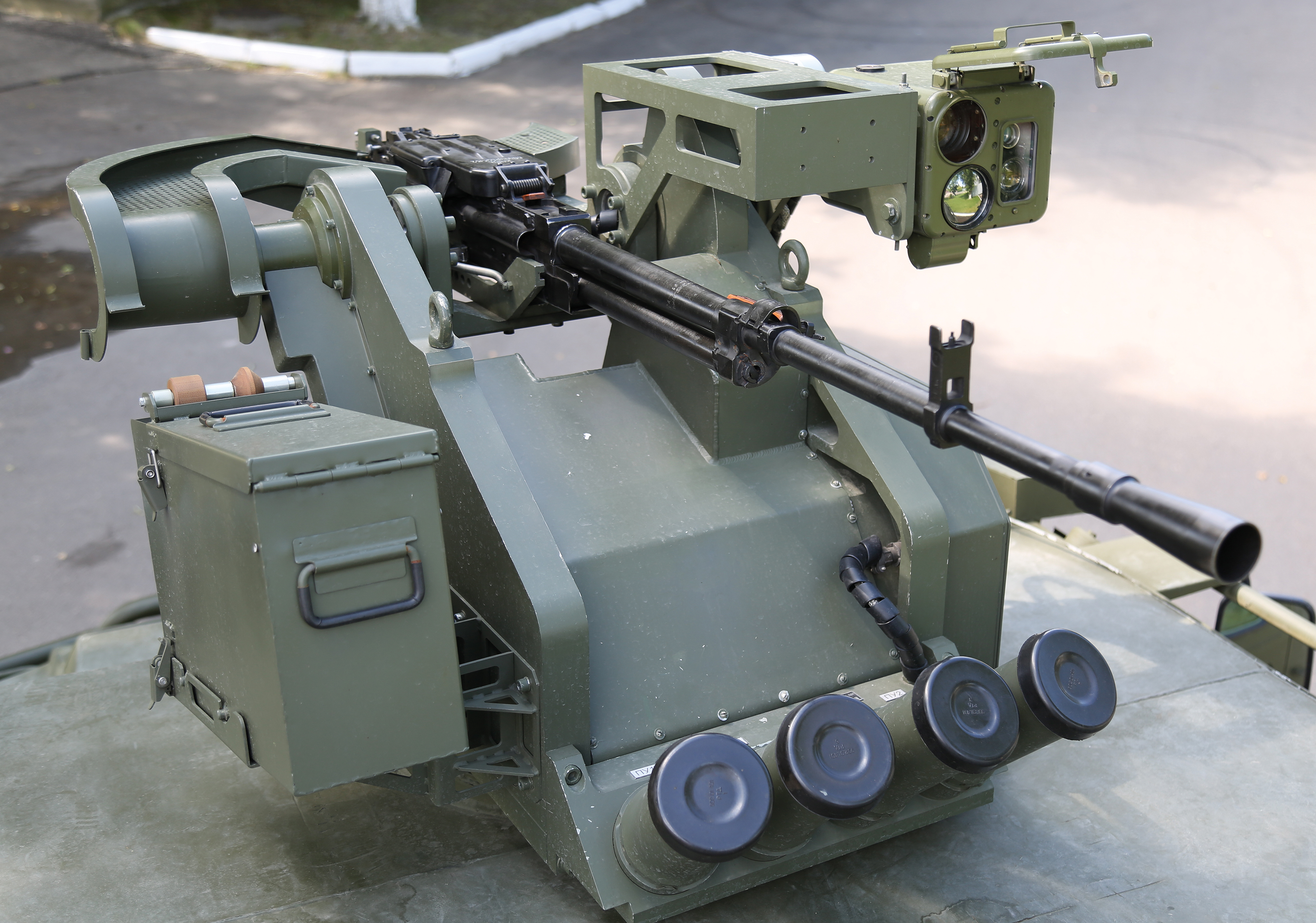
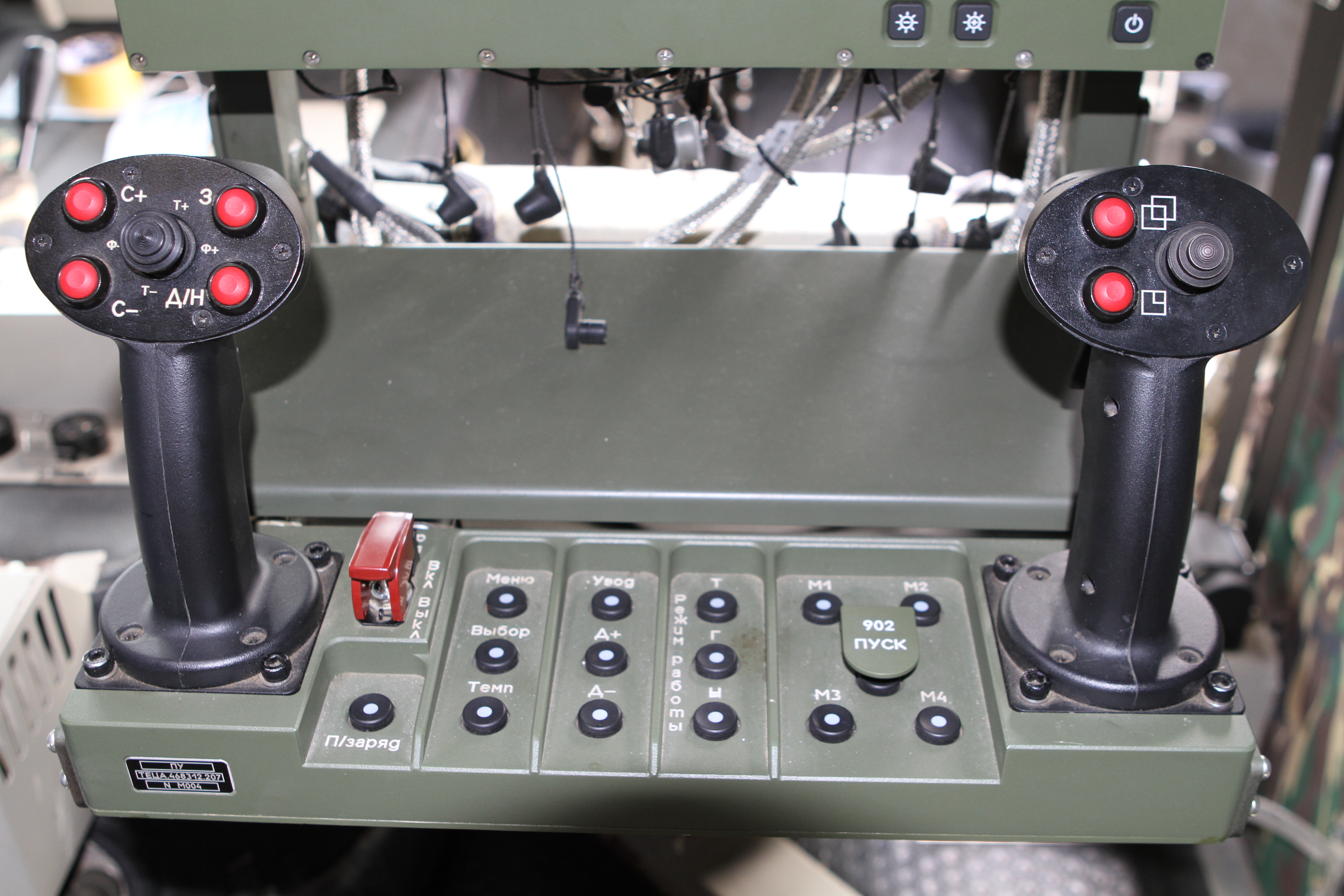
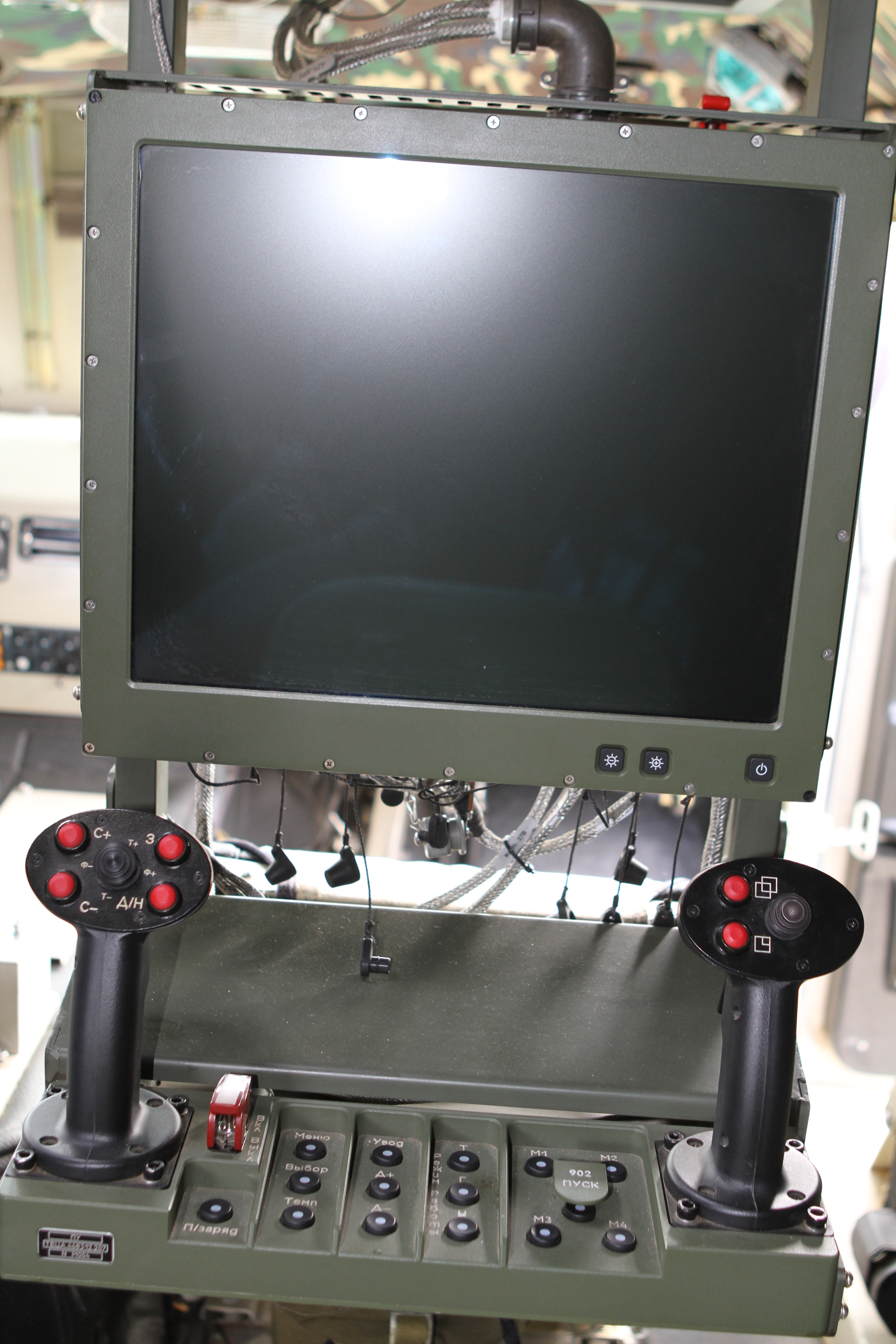
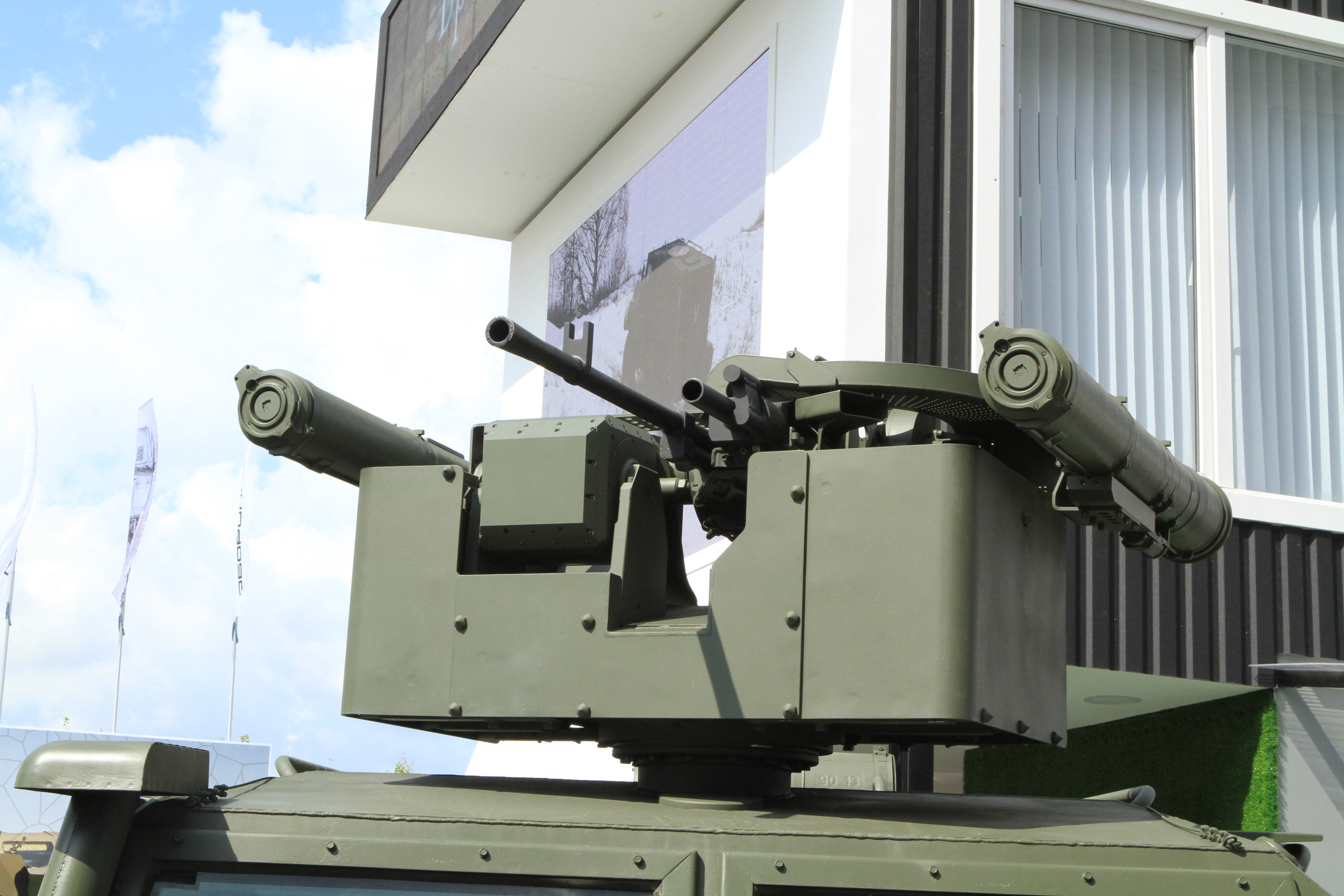
Arbalet-DM-M - version avec ATGM 9M113 Konkours et lance-grenades 30 mm AGS-30M.